# Melville Shavelson
Melville Shavelson (* 1. April 1917 in Brooklyn, New York City, New York; † 8. August 2007 in Los Angeles, Kalifornien) war ein US-amerikanischer Filmregisseur, Produzent und Drehbuchautor.
Shavelson war von 1969 bis 1971, 1979 bis 1981 und 1985 bis 1987 Vorsitzender der Gewerkschaft der Autoren in der Film- und Fernsehindustrie der Vereinigten Staaten, der Writers Guild of America (WGA).

## Leben und Leistungen
Melville Shavelson arbeitete zunächst als Autor für den Funk, bevor er Anfang der 1940er Jahre für fünf Jahre Chefautor für Bob Hope und dessen Bob-Hope-Show wurde. Des Weiteren verfasste er erfolgreich Szenarien für Filmgags renommierter Starkomiker wie Bob Hope, Danny Kaye. In den 1950er Jahren folgte sein Regiedebüt.

## Filmografie
Drehbuch und/oder Regie
- 1941: Ice-Capades
- 1944: Das Korsarenschiff (The Princess and the Pirate)
- 1945: Der Wundermann (Wonder Man)
- 1946: Der Held des Tages (The Kid from Brooklyn)
- 1949: Der besiegte Geizhals (Sorrowful Jones)
- 1949: Der große Liebhaber (The Great Lover)
- 1949: Ein tolles Gefühl (It’s a Great Feeling)
- 1949: Tritt ab, wenn sie lachen (Alway Leave Them Laughing)
- 1950: The Daughter of Rosie O’Grady
- 1950: Lach und wein mit mir (Riding High)
- 1951: Doppeltes Dynamit (Double Dynamite)
- 1951: In all meinen Träumen bist Du (I’ll See You in My Dreams)
- 1951: Romanze mit Hindernissen (On Moonlight Bay)
- 1952: April in Paris
- 1952: Vater werden ist nicht schwer (Room for One More)
- 1953: Ärger auf der ganzen Linie (Trouble Along the Way)
- 1954: Der sympathische Hochstapler (Living It Up)
- 1955: Komödiantenkinder (The Seven Little Foys)
- 1957: Schöne Frauen, harte Dollars (Beau James)
- 1958: Hausboot (Houseboat)
- 1959: Fünf Pennies (The Five Pennies)
- 1960: Es begann in Neapel (It Started in Naples)
- 1961: General Pfeifendeckel (On the Double)
- 1962: Es begann in Rom (The Pigeon That Took Rome)
- 1963: Eine neue Art von Liebe (An New Kind of Love)
- 1966: Der Schatten des Giganten (Cast a Giant Shadow)
- 1967: Deine, meine, unsere (Yours, Mine and Ours)
- 1972: Krieg zwischen Männern und Frauen (War Between Man and Women)
- 1974: Du hast mir doch ’n Baby versprochen (Mixed Company)
- 1976: Die großen Houdinis (The Great Houdinis)
- 1983: Die dritte Liebe (The Other Woman)
- 1989: Sinnliche Täuschung (Deceptions)